# Velké Petrovice
Velké Petrovice là một làng thuộc huyện Náchod, vùng Královéhradecký, Cộng hòa Séc.